# Mouxy
Mouxy (Aussprache [muksi]) ist eine französische Gemeinde mit 2291 Einwohnern (Stand 1. Januar 2022) im Département Savoie in der Region Auvergne-Rhône-Alpes. Sie gehört zum Arrondissement Chambéry und ist Mitglied im Gemeindeverband Communauté d’agglomération Grand Lac. Die Bewohner werden Moussards und Moussardes genannt.

## Geographie
Mouxy liegt auf 420 m, nahe bei Aix-les-Bains, etwa 13 Kilometer nördlich der Stadt Chambéry (Luftlinie). Das Dorf erstreckt sich im Nordwesten des Département Savoie, am westlichen Rand des Massivs der Bauges und am Fuß des Mont Revard, an aussichtsreicher Lage rund 160 m über dem Seespiegel des Lac du Bourget.
Die Fläche des 6,28 km² großen Gemeindegebiets umfasst einen Abschnitt im Alpenvorland. Die westliche Grenze verläuft mehr oder weniger entlang dem Stadtrand von Aix-les-Bains, auf einer Geländeterrasse oberhalb des Zentrums. Das Gebiet wird durch den Dorfbach von Mouxy nach Westen zum Tillet und damit zum Lac du Bourget entwässert. Nach Osten erstreckt sich das Gemeindeareal in einem schmalen Streifen über den zunächst sanft ansteigenden Hang von Mouxy. Daran schließt sich der bewaldete Steilhang des Mont Revard an, der durch markante, senkrecht abfallende Felswände geprägt ist. Auf dem Hochplateau des Mont Revard wird mit 1530 m die höchste Erhebung von Mouxy erreicht.
Zu Mouxy gehören einige Neubauquartiere am Stadtrand von Aix-les-Bains, der Weiler Les Mentens (530 m) am Hang des Mont Revard sowie mehrere Einzelhöfe. Nachbargemeinden von Mouxy sind Pugny-Chatenod im Norden, Les Déserts im Osten, Drumettaz-Clarafond im Süden sowie Aix-les-Bains im Westen.

## Geschichte
Die Ortschaft erscheint im 11. Jahrhundert erstmals unter dem Namen Ecclesia de Mauseu in den Urkunden. Der Name geht wahrscheinlich auf den Familiennamen Mustius zurück. Spätere Namensformen sind Mauxie (1232) und Mouxie (1355). Im Mittelalter befand sich das Dorf im Besitz der Herren von Grésy-sur-Aix. Die Pfarrei von Mouxy unterstand in ihrer Geschichte verschiedenen Prioraten, zuerst denjenigen von Saint-Paul bzw. Saint-Hippolyte, ab 1344 dann dem Priorat Clarafont.

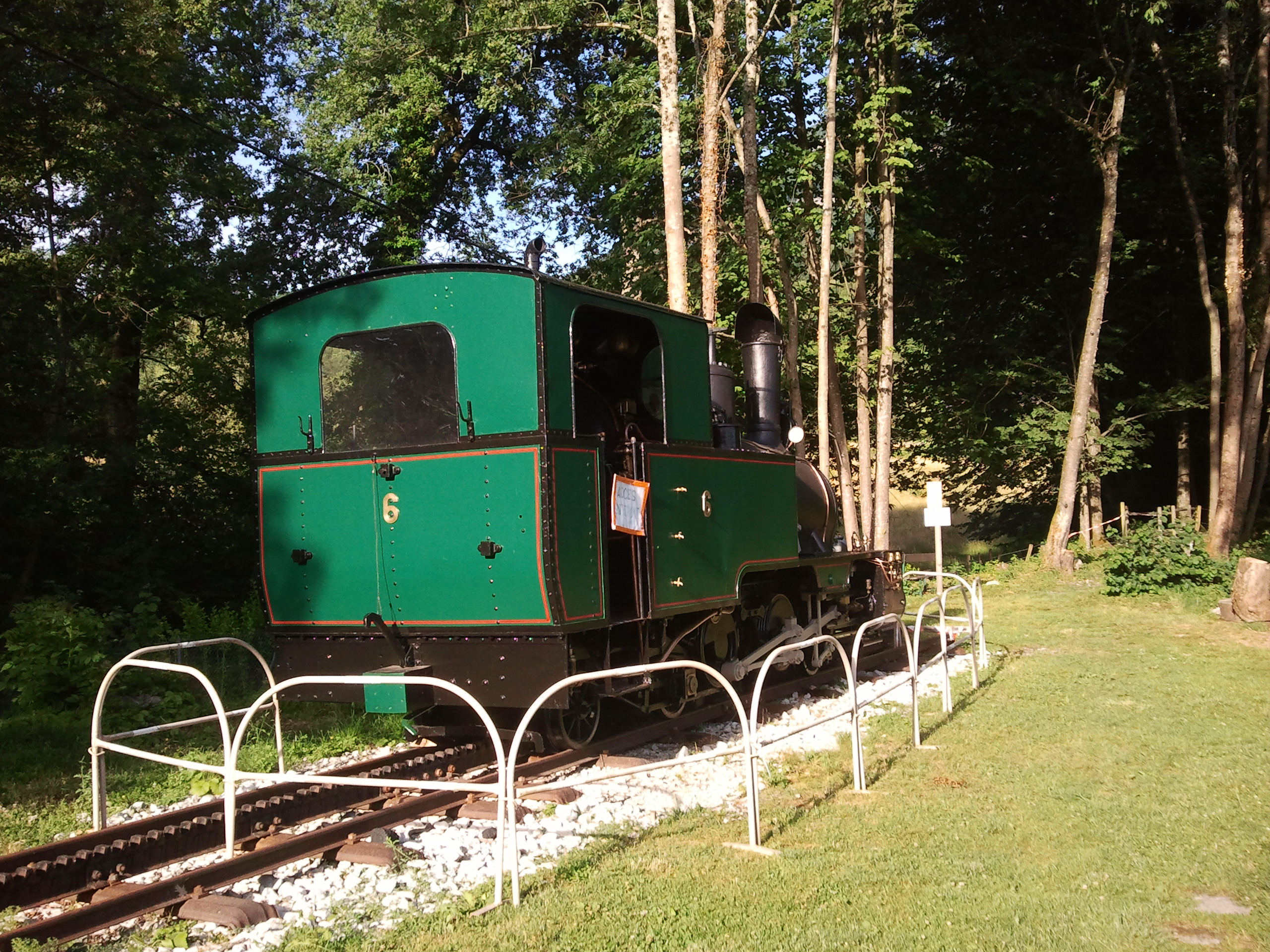
Lokomotive und nachgebauter Streckenabschnitt der Zahnradbahn in Mouxy

Im 18. und 19. Jahrhundert waren in Mouxy mehrere Wassermühlen in Betrieb.
Von 1892 bis 1937 verband die dampfbetriebene Zahnradbahn Chemin de fer du Mont-Revard die Stadt Aix-les-Bains mit dem Gipfel des Mont Revard, deren Streckenführung die Gemeinde Mouxy durchquerte und mit einem Haltepunkt bediente. Deren Funktion übernahm 1935 eine Seilbahn, die von Mouxy aus die 845 Höhenmeter zum Mont Revard in einem einzelnen Spannfeld überwand und die Fahrzeit erheblich verkürzte. Ihr Betrieb wurde im Frühjahr 1969 eingestellt, nachdem sie durch den Ausbau der Straßen zum Mont Revard überflüssig geworden war.

## Bevölkerung
Mit 2291 Einwohnern (Stand 1. Januar 2022) gehört Mouxy zu den mittelgroßen Gemeinden des Département Savoie. Nachdem die Einwohnerzahl in der ersten Hälfte des 20. Jahrhunderts rückläufig war, wurde seit Beginn der 1960er Jahre dank der attraktiven Wohnlage wieder eine markante Bevölkerungszunahme verzeichnet. Seither hat sich die Einwohnerzahl mehr als verdreifacht.
| Jahr                       | 1962 | 1968 | 1975 | 1982 | 1990 | 1999 | 2006 | 2016 |
| Einwohner                  | 688  | 746  | 822  | 910  | 1308 | 1523 | 1842 | 2241 |
| Quellen: Cassini und INSEE |      |      |      |      |      |      |      |      |

## Sehenswürdigkeiten
Die Dorfkirche von Mouxy wurde im 19. Jahrhundert erbaut. Am Hang des Mont Revard auf 893 m steht die Kapelle Saint-Victor. Die ehemalige Ölmühle ist nicht mehr in Betrieb.

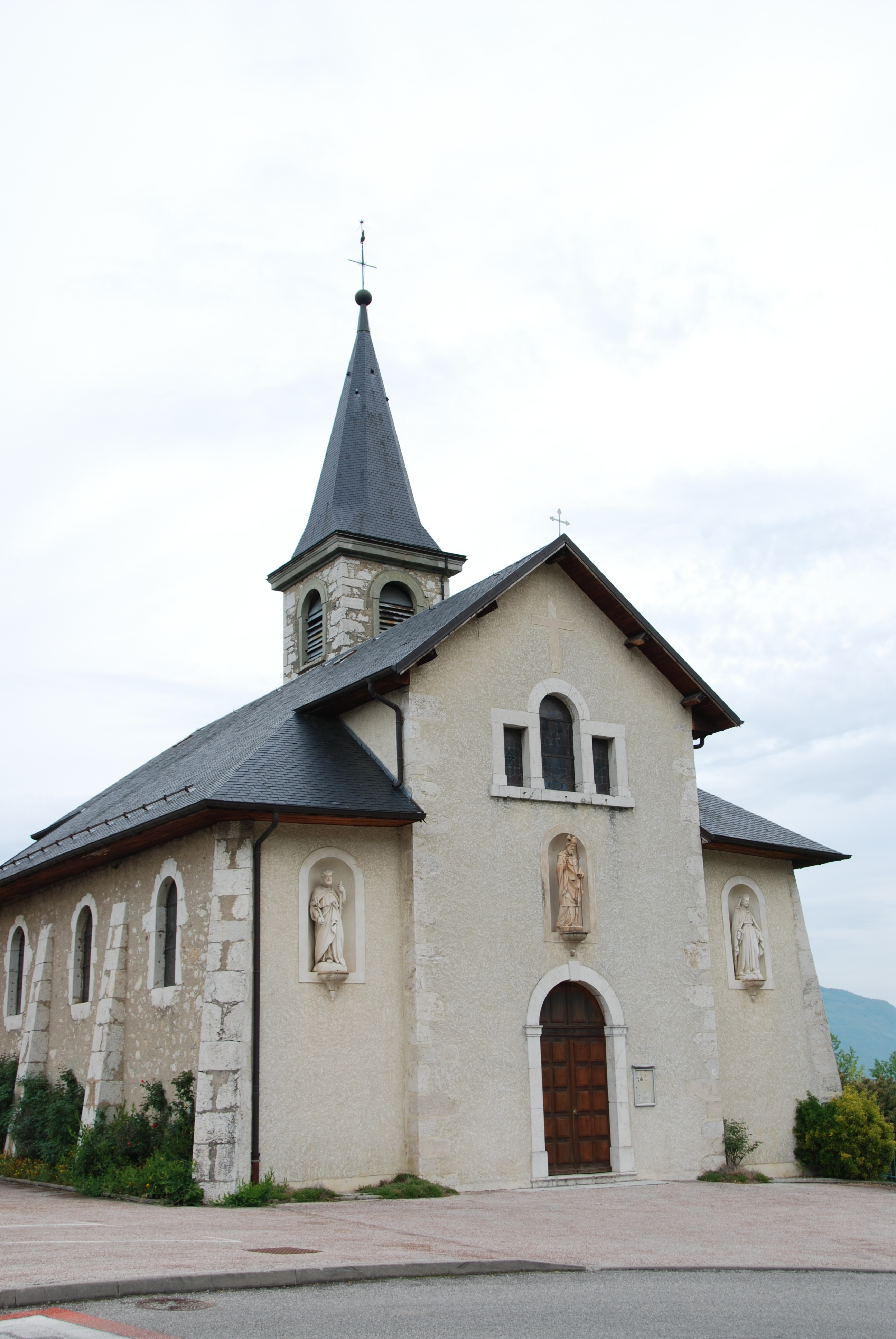
Dorfkirche von Mouxy
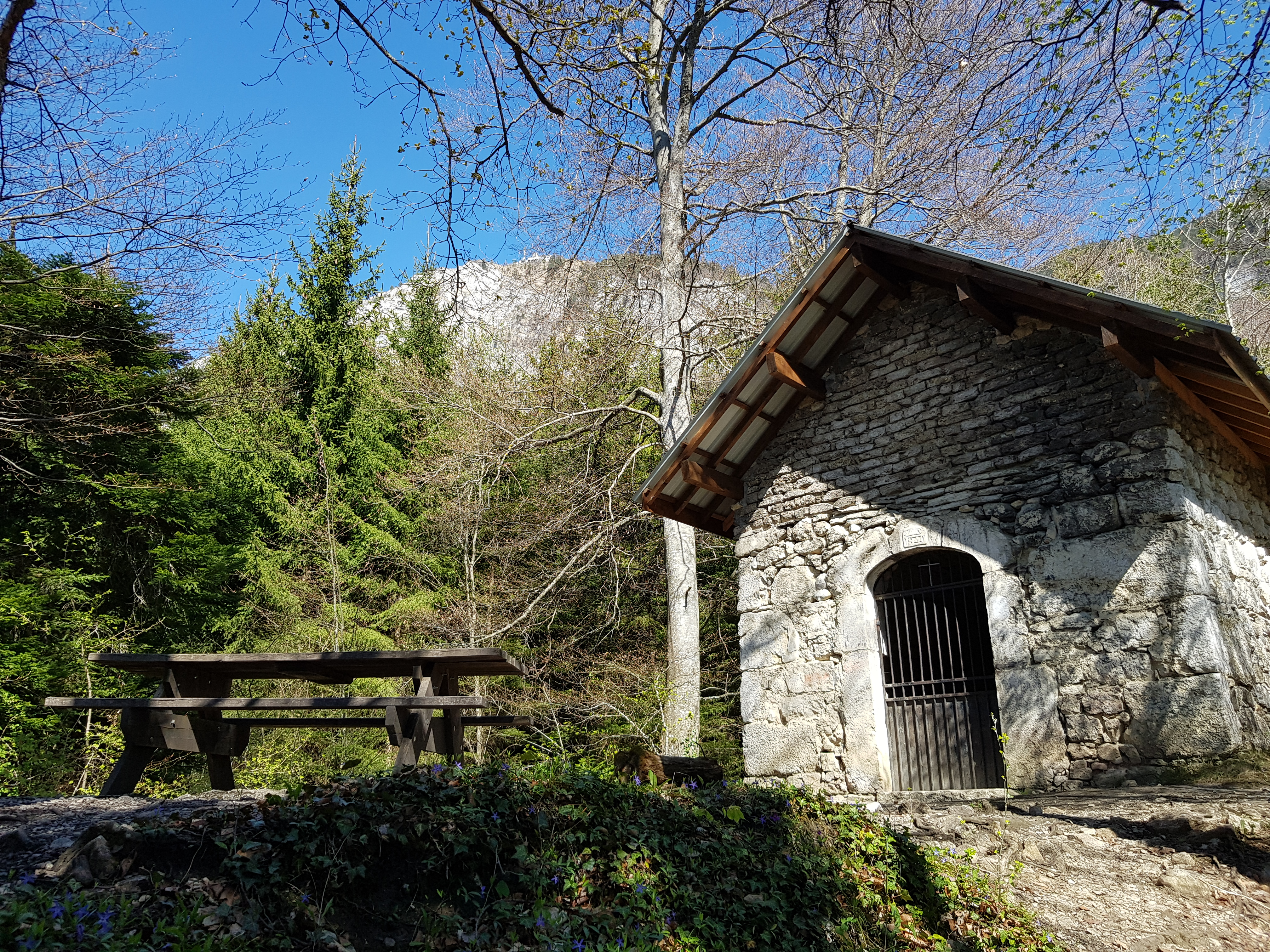
Kapelle Saint-Victor
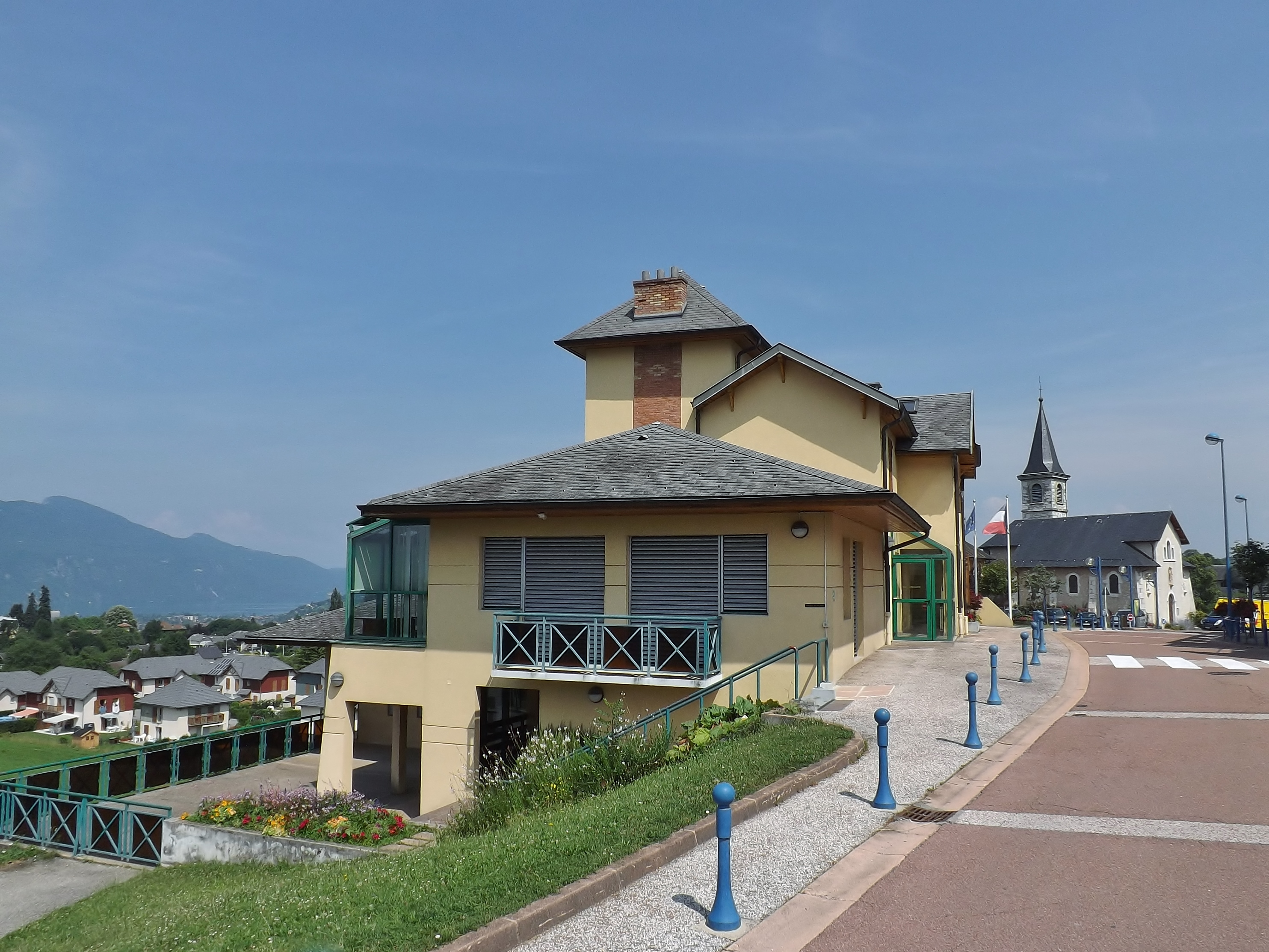
Bürgermeisteramt (Mairie) und Kirche
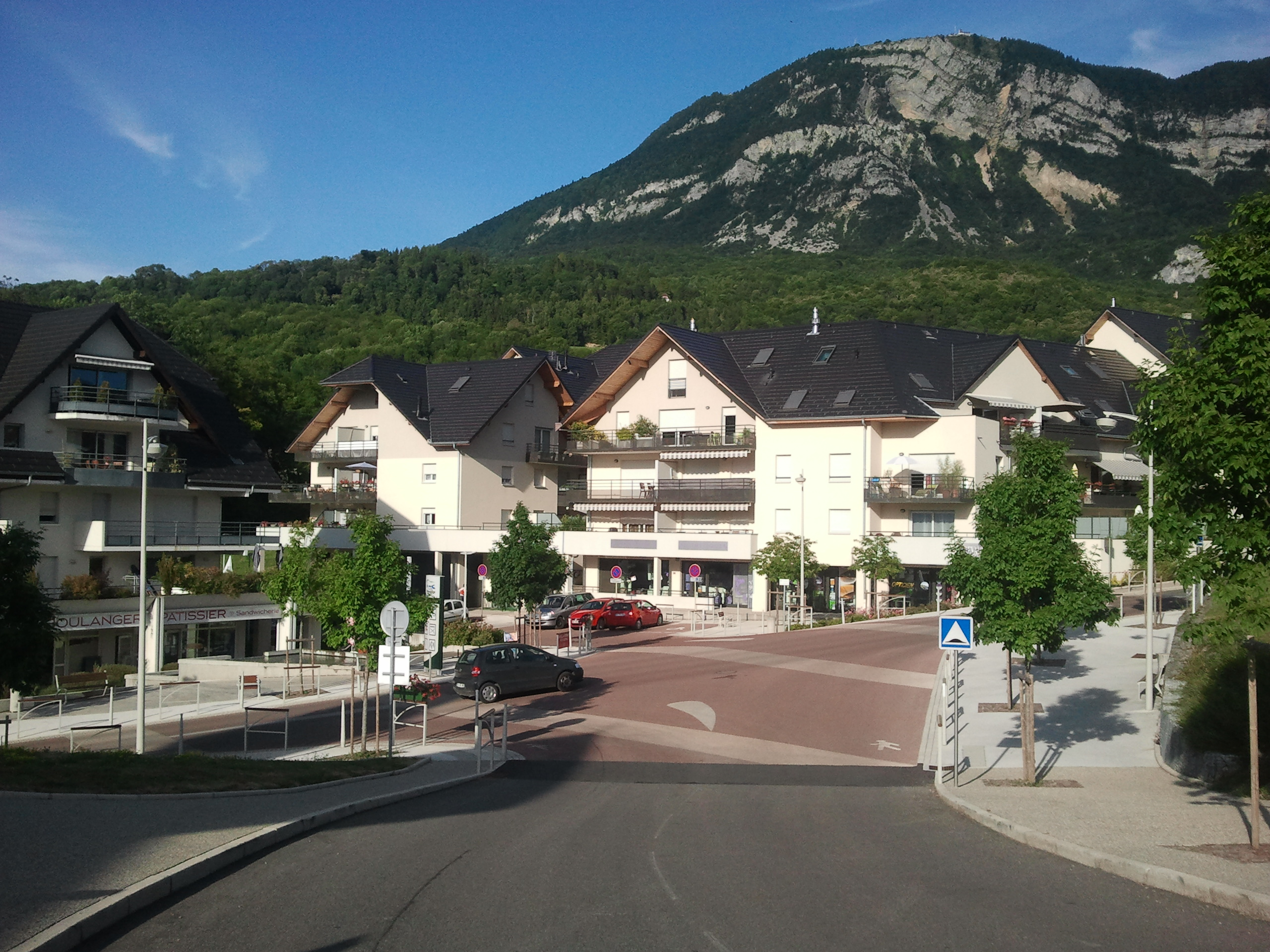
Neubauten im Zentrum von Mouxy
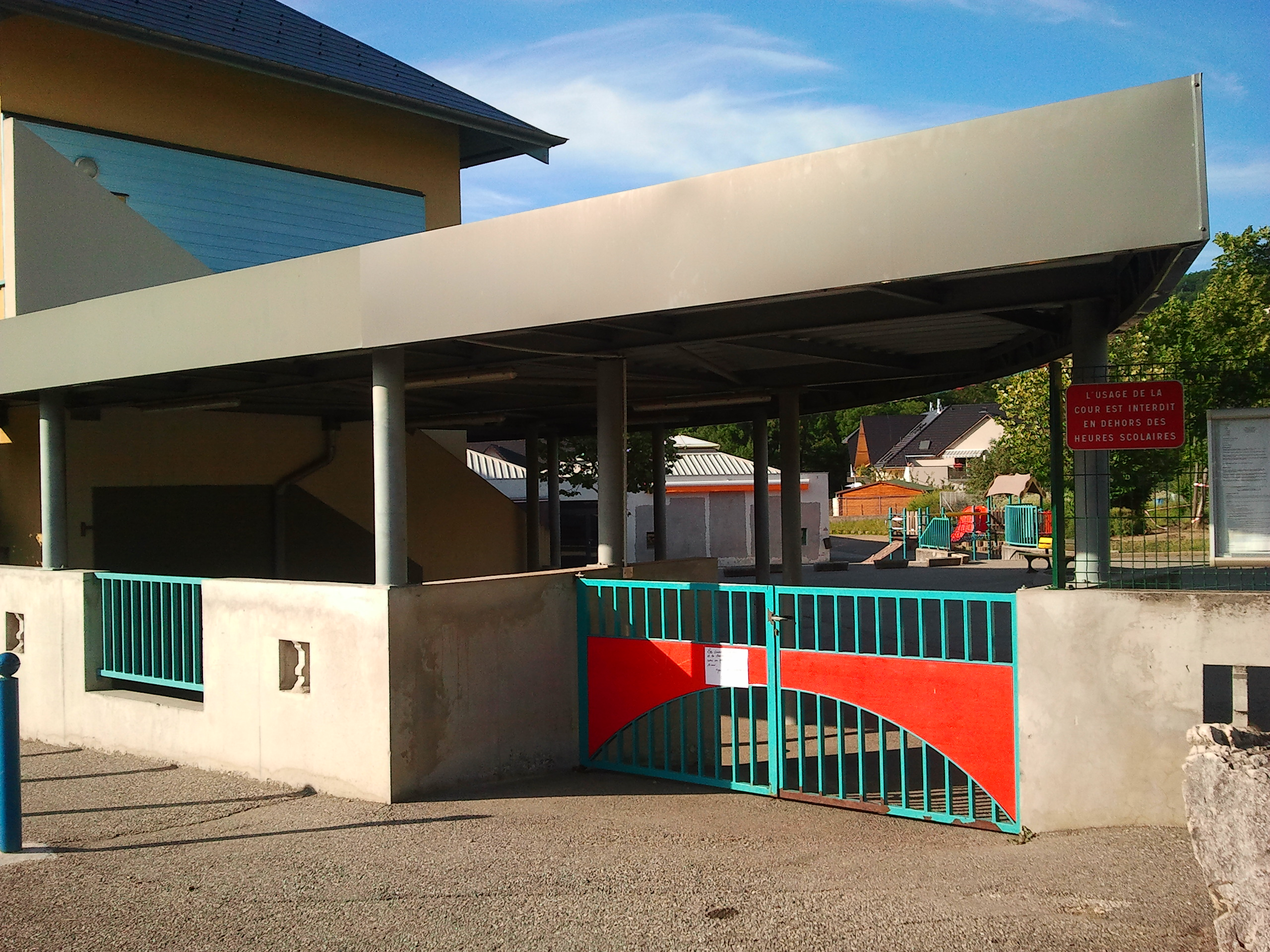
Grundschule (école primaire)

## Wirtschaft und Infrastruktur
Mouxy war bis weit ins 20. Jahrhundert hinein ein vorwiegend durch die Landwirtschaft geprägtes Dorf. Daneben gibt es heute verschiedene Betriebe des Klein- und Mittelgewerbes. Mittlerweile hat sich das Dorf zur Wohngemeinde entwickelt. Viele Erwerbstätige sind Wegpendler, die in den größeren Ortschaften der Umgebung, insbesondere im Raum Aix-les-Bains und Chambéry ihrer Arbeit nachgehen.
Die Ortschaft ist verkehrsmäßig gut erschlossen. Sie liegt an der Departementsstraße D913, die von Aix-les-Bains über den Mont Revard nach Les Déserts führt. Weitere Straßenverbindungen bestehen mit Drumettaz-Clarafond und Pugny-Chatenod. Der nächste Anschluss an die Autobahn A41, welche das Gemeindegebiet durchquert, befindet sich in einer Entfernung von rund 7 km.